# Ypsilon Pavonis
Ypsilon Pavonis är en blåvit jätte i Påfågelns stjärnbild.
Stjärnan har visuell magnitud +5,13 och är svagt synlig för blotta ögat vid normal seeing. Den befinner sig på ett avstånd av ungefär 785 ljusår.